# Schizochora
Schizochora — рід грибів родини Phyllachoraceae. Назва вперше опублікована 1913 року.